# Lacrime di sangue (film 1944)
Lacrime di sangue è un film del 1944 diretto da Guido Brignone

## Produzione
Prodotto a Roma da Artigono Domati per l'INAC (Industrie Nazionali Associazioni Cinematografiche) il film venne girato negli studi Titanus alla Farnesina a Roma nell'estate del 1943.

## Distribuzione
La pellicola venne distribuita nel circuito cinematografico italiano il 25 febbraio 1944.

## Critica
"È un film che possiede grandi pregi, primo fra tutti, quello della vicenda semplice, umana, commovente. Il regista Brignone ha saputo amalgamare bene le caratteristiche agresti-sentimentali del nostro cinema più sano con quello di un romanticismo un po' caliginoso di evidente ispirazione francese" nel Il Messaggero del 22 marzo 1944.